# Eric Balfour
Eric Salter Balfour (Los Angeles, 1977. április 24. –) amerikai színész.

## Élete és pályafutása
1991-ben debütált gyerekszínészként a Kids Incorporated című szituációs komédiában. Ezt követően epizódszerepei voltak olyan sorozatokban, mint az Egyről a kettőre, a Quinn doktornő vagy a Buffy, a vámpírok réme. Első filmszerepét az Összetört képmás című 1998-as thrillerben kapta.
A 2000-es évektől szerepelt a Mi kell a nőnek? (2000), az Amerika kedvencei (2001), a Leharcolt oroszlánok (2003) és A texasi láncfűrészes (2003) című filmekben. 2001-től a 24 című drámasorozat visszatérő-, majd főszereplője lett, egészen 2007-ig alakítva Milo Pressman informatikust. 2001–2003 között a Sírhant művek epizódjaiban is mellékszerepet játszott.
2010-től 2015-ig a Haven című fantasysorozatban tűnt fel főszereplőként.

## Magánélete
2015. május 30-án vette feleségül Erin Chiamulon divattervezőt. Két fiuk született, 2018-ban és 2022-ben.

## Filmográfia

### Film
| Év   | Magyar cím                   | Eredeti cím                                       | Szerep                     | Magyar hang      |
| ---- | ---------------------------- | ------------------------------------------------- | -------------------------- | ---------------- |
| 1996 | Összetört képmás             | Shattered Image                                   | Greg                       |                  |
| 1997 | Óvszerháború                 | Trojan War                                        | Kyle                       | Seszták Szabolcs |
| 1998 | Buli az élet                 | Can't Hardly Wait                                 | hippi srác                 |                  |
| 1999 | Amiről a lapok írnak         | Scrapbook                                         | Andy Martin                |                  |
| 2000 | Mi kell a nőnek?             | What Women Want                                   | Cameron                    | Bereczki Zoltán  |
| 2001 | Négylábú bajtárs             | Rain                                              | Morris közlegény           |                  |
| 2001 | Amerika kedvencei            | America's Sweethearts                             | biztonsági őr              | Schmied Zoltán   |
| 2003 | Leharcolt oroszlánok         | Secondhand Lions                                  | sejk unokája               |                  |
| 2003 | A texasi láncfűrészes        | The Texas Chainsaw Massacre                       | Kemper                     | Barát Attila     |
| 2004 | A terror arca                | Face of Terror                                    | Saleem Haddad              |                  |
| 2005 | Csak lazán! (törölt jelenet) | Be Cool                                           | Derek                      |                  |
| 2005 | Egy hazugság ára             | Rx                                                | Andrew                     |                  |
| 2005 | Feküdj le velem              | Lie with Me                                       | David                      |                  |
| 2005 | Egy cipőben                  | In Her Shoes                                      | Grant                      | Kossuth Gábor    |
| 2006 | A rég elveszett fiú          | The Elder Son                                     | Skip                       | Előd Botond      |
| 2008 | Hell Ride – Pokoljárás       | Hell Ride                                         | Comanche / Bix             | Papp Dániel      |
| 2008 | Spirit – A sikító város      | The Spirit                                        | Mahmoud                    |                  |
| 2009 | Toyboy – Selyemfiú a pácban  | Spread                                            | Sean                       |                  |
| 2009 | Az apokalipszis lovasai      | Horsemen                                          | Taylor                     | Tóth Roland      |
| 2010 |                              | Beatdown                                          | Victor                     |                  |
| 2010 | Skyline                      | Skyline                                           | Jarrod                     | Schnell Ádám     |
| 2011 | A Pokol Kapujának legendája  | The Legend of Hell's Gate: An American Conspiracy | Will Edwards               | Papp Dániel      |
| 2011 |                              | Do Not Disturb                                    | Frank (Rocketman szegmens) |                  |
| 2011 | Cell 213                     | Cell 213                                          | Michael Grey               | Hujber Ferenc    |
| 2014 |                              | Backcountry                                       | Brad                       |                  |
| 2016 |                              | Little Dead Rotting Hood                          | Adam seriff                |                  |
| 2016 |                              | Fashionista                                       | Randall                    |                  |
| 2016 |                              | Tao of Surfing                                    | Dayne                      |                  |
| 2017 |                              | 200 Degrees                                       | Ryan Hinds                 |                  |
| 2018 |                              | Agenda Payback                                    | Peter Farrell              |                  |
| 2020 | A Kalóz-öböl kincse          | Timecrafters: The Treasure Of Pirate's Cove       | Pistol                     |                  |
| 2021 |                              | The Runner                                        | Local Legend               |                  |

### Televízió
| Év              | Magyar cím                       | Eredeti cím                      | Szerep                                 | Megjegyzések                                      |
| --------------- | -------------------------------- | -------------------------------- | -------------------------------------- | ------------------------------------------------- |
| 1991            |                                  | Kids Incorporated                | Eric                                   | főszereplő                                        |
| 1992            |                                  | Arresting Behavior               | Billy Ruskin                           | visszatérő szerep                                 |
| 1993            |                                  | Bloodlines: Murder in the Family | Matt                                   | tévéfilm                                          |
| 1993            |                                  | Danger Theatre                   | tizenéves                              | 1 epizód                                          |
| 1993            | Egyről a kettőre                 | Step by Step                     | Michael Fielder                        | 1 epizód                                          |
| 1993–1994       | Quinn doktornő                   | Dr. Quinn, Medicine Woman        | Benjamin Avery                         | 2 epizód                                          |
| 1994            | Animánia                         | Animaniacs                       | Jared (hangja)                         | 2 epizód                                          |
| 1995            | A kis gézengúz                   | Boy Meets World                  | Tommy                                  | 1 epizód                                          |
| 1995            |                                  | Kirk                             | Zack                                   | 1 epizód                                          |
| 1996            |                                  | Champs                           | Danny                                  | 1 epizód                                          |
| 1996            |                                  | No One Would Tell                | Vince Fortner                          | tévéfilm                                          |
| 1996            |                                  | Townies                          | Adam                                   | 1 epizód                                          |
| 1997            |                                  | Ink                              | Danny                                  | 1 epizód                                          |
| 1997            | Buffy, a vámpírok réme           | Buffy the Vampire Slayer         | Jesse                                  | - 2 epizód - magyar hangja: - Bartucz Attila      |
| 1997            | Spinédzserek                     | Clueless                         | pizzásfiú                              | 1 epizód                                          |
| 1998            | Dawson és a haverok              | Dawson's Creek                   | Warren Goering                         | 1 epizód                                          |
| 1999            | Nash Bridges – Trükkös hekus     | Nash Bridges                     | Cliff Morehouse                        | 1 epizód                                          |
| 1999            | Az elnök emberei                 | The West Wing                    | főiskolás srác                         | 1 epizód                                          |
| 2000            | Chicago Hope Kórház              | Chicago Hope                     | Jason Kerns                            | 1 epizód                                          |
| 2001            |                                  | FreakyLinks                      | Chapin Demetrius                       | 1 epizód                                          |
| 2001            |                                  | The Chronicle                    | Mark Griffin                           | 1 epizód                                          |
| 2001            | New York rendőrei                | NYPD Blue                        | Charles 'Spyder' Price / Eli Beardsley | 2 epizód                                          |
| 2001–2002, 2007 | 24                               | 24                               | Milo Pressman                          | visszatérő szerep (1. évad) főszerep (6. évad)    |
| 2001–2003       | Sírhant művek                    | Six Feet Under                   | Gabe Dimas                             | visszatérő szerep                                 |
| 2003–2004       | Elveszett legendák kalandorai    | Veritas: The Quest               | Calvin Banks                           | főszereplő                                        |
| 2004            |                                  | Fearless                         | Ryan                                   | próbaepizód                                       |
| 2004            | A narancsvidék                   | The O.C.                         | Eddie                                  | 3 epizód                                          |
| 2005            | Szex, hazugság, szerelem         | Sex, Love & Secrets              | Charlie Tibideaux                      | főszereplő                                        |
| 2006            |                                  | Conviction                       | Brian Peluso                           | főszereplő                                        |
| 2008            |                                  | The Ex List                      | Johnny Diamont                         | 1 epizód                                          |
| 2009            | A félelem maga                   | Fear Itself                      | Maxwell                                | - 1 epizód - magyar hangja: - Barabás Kiss Zoltán |
| 2009            | Élet a Marson                    | Life on Mars                     | Eddie Carling                          | 1 epizód                                          |
| 2009            |                                  | Rise of the Gargoyles            | Jack Randall professzor                | tévéfilm                                          |
| 2009            | Esküdt ellenségek: Bűnös szándék | Law & Order: Criminal Intent     | Max Goodwin                            | 1 epizód                                          |
| 2009            | Monk – A flúgos nyomozó          | Monk                             | Lenny Barlowe                          | 1 epizód                                          |
| 2009            |                                  | Valemont                         | Eric Gracen                            | főszereplő                                        |
| 2010            |                                  | Dinoshark                        | Trace McGraw                           | tévéfilm                                          |
| 2010            |                                  | Saving Grace                     | Jesus                                  | 1 epizód                                          |
| 2010–2015       | Haven                            | Haven                            | Duke Crocker                           | - főszereplő - magyar hangja: - Hujber Ferenc     |
| 2011            |                                  | No Ordinary Family               | Lucas Winnick                          | 2 epizód                                          |
| 2012            |                                  | Christine                        | Daniel                                 | visszatérő szerep                                 |
| 2013            |                                  | The Eric Andre Show              | önmaga                                 | vendégszereplő                                    |
| 2016            | Ray Donovan                      | Ray Donovan                      | Nick                                   | 1 epizód                                          |
| 2017            |                                  | A Midsummer's Nightmare          | Mark                                   | tévéfilm                                          |
| 2018            | Bűnös Chicago                    | Chicago P.D.                     | Spiro Dalon                            | 1 epizód                                          |
| 2019            |                                  | Conversations in L.A.            | Blaine                                 | 1 epizód                                          |
| 2020–2021       | Bűbájos boszorkák                | Charmed                          | Julian Shea                            | visszatérő szerep                                 |
| 2021            | A country ereje                  | Country Comfort                  | Boone                                  | visszatérő szerep                                 |
| 2022            |                                  | The Offer                        | Dean Tavoularis                        | minisorozat                                       |
| 2023            | A vadonban                       | Wilderness                       | Garth                                  | minisorozat                                       |

## Fordítás
- Ez a szócikk részben vagy egészben  az   Eric Balfour című angol Wikipédia-szócikk ezen változatának fordításán alapul.  Az eredeti cikk szerkesztőit annak laptörténete sorolja fel. Ez a jelzés csupán a megfogalmazás eredetét és a szerzői jogokat jelzi, nem szolgál a cikkben szereplő információk forrásmegjelöléseként.